# Myllysaari (ö i Mellersta Finland, Jämsä, lat 61,88, long 25,39)
Myllysaari är en halvö i Finland. Den ligger i sjön Myllyjärvi och i kommunen Jämsä i landskapet Mellersta Finland, i den södra delen av landet, 190 km norr om huvudstaden Helsingfors.